# 黑海杜鹃
黑海杜鹃（學名：Rhododendron ponticum）是杜鹃花科杜鹃花属常绿灌木。种加词意思是本都。

## 亚种[1]
- 黑海杜鹃（學名：Rhododendron ponticum subsp. ponticum）：分布于保加利亚东南部、土耳其、西高加索、黎巴嫩等地。
- 西葡杜鹃（學名：Rhododendron ponticum subsp. baeticum (Boiss. & Reut.) Hand.-Mazz.）：分布于西班牙南部以及葡萄牙中部与南部。